# جاك تشوكيت
جاك تشوكيت (بالإنجليزية: Jack Choquette)‏ هو سائق سباق أمريكي، ولد في 28 ديسمبر 1928 في مونتكلير ‏ في الولايات المتحدة، وتوفي في 23 فبراير 2013 في Loxahatchee, Florida ‏ في الولايات المتحدة.

## وصلات خارجية
- جاك تشوكيت على موقع Racing-Reference.info (الإنجليزية)